# Cauberg

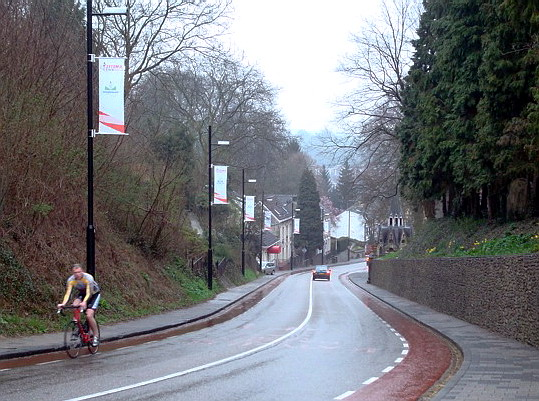
Der Cauberg

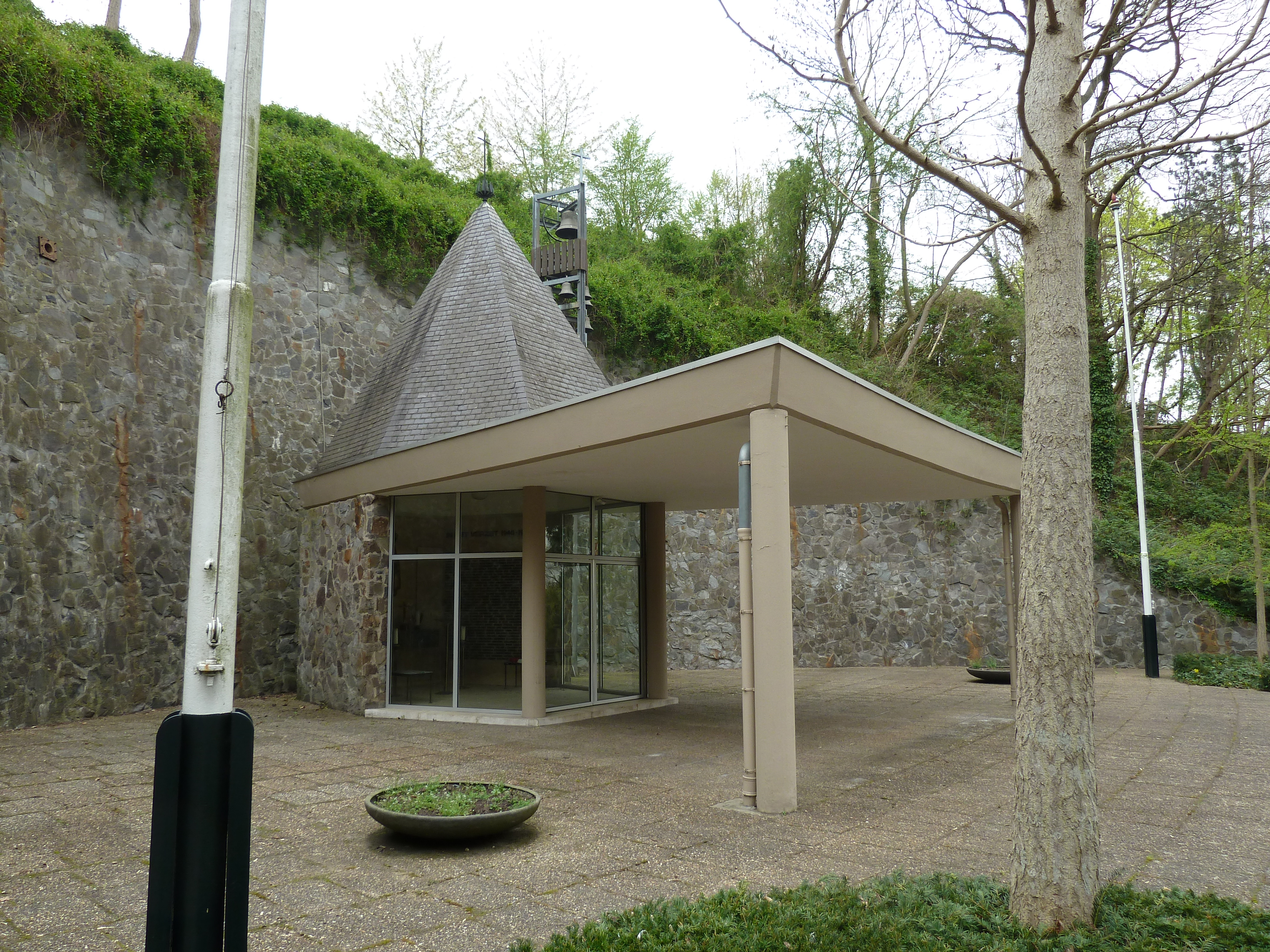
Valkenburg an der Göhl – Widerstandsdenkmal der Provinz Limburg auf dem Cauberg

Der Cauberg ist eine Erhebung auf der Südseite des Göhltales mit einer Straße gleichen Namens im niederländischen Valkenburg.
Die Straße ist ca. 800 Meter lang und überwindet eine Höhendifferenz von etwa 60 Metern. Die durchschnittliche Steigung beträgt acht Prozent, an der steilsten Stelle sind es über elf Prozent. An der Spitze befindet sich ein Kurgebiet mit u. a. einem Thermalbad und einem Spielkasino.
International bekannt ist der Cauberg durch den Radsport. Er war Austragungsort von bisher fünf Straßen-Weltmeisterschaften (1938, 1948, 1979, 1998, 2012) sowie der Querfeldein-WM 2018. Von 2003 bis 2017 war er außerdem der Schlussanstieg des Amstel Gold Race. Von 2018 bis 2024 wurde der Kurs des Männer-Rennens etwas verändert, so dass der Cauberg noch immer eine große Rolle spielte, aber nicht mehr der Schlussanstieg war; 2025 soll der Cauberg wieder den Abschluss bilden. Zusammen mit der Mauer von Huy und der Mauer von Geraardsbergen ist er einer der bekanntesten Anstiege der Frühjahrsklassiker im Radsport. Auch die Tour de France war hier zweimal zu Gast, auf der siebten Etappe der Tour de France 1992 sowie der dritten  Etappe der Tour de France 2006. Beide endeten in Valkenburg mit dem Cauberg als Schlussanstieg. 2024 war der Cauberg eine Bergwertung bei der 4. Etappe der Tour de France Femmes.
Auf dem Cauberg befand sich seit 2006 eine Gedächtnissäule zur Erinnerung an den in Valkenburg geborenen Radrennfahrer Jan van Hout, der 1945 im KZ Neuengamme ums Leben kam, sowie für andere berühmte Radrennfahrer. Sie wurden von Vandalen zerstört. Der Gemeinderat beschloss 2020, die Renovierung zu stoppen. 2012 wurde auf dem Cauberg der Hill of Fame enthüllt, eine Serie von stählernen Platten mit Inschrift, mit denen nun die Radsportweltmeister geehrt werden.
Das größte Denkmal auf dem Cauberg ist eine Kapelle zum Gedächtnis an die im Zweiten Weltkrieg in der Provinz Limburg (Niederlande) gefallenen Mitglieder des Widerstandes. An den Wänden stehen die Namen von 324 Widerstandskämpfern und ‑kämpferinnen aus der ganzen Provinz. Sie wurde am 18. Mai 1958 eröffnet. An dieser Stelle wurden am 5. September 1944 die Mitglieder der Knokploeg Zuid-Limburg (Kampfgruppe Südlimburg) Scheng Coenen und Jupp Francotte kurz vor der Befreiung von Valkenburg von Besatzungssoldaten ermordet. Hier findet jährlich am 4. Mai die im ganzen Land begangene Totengedenkfeier statt. Bis 2005 gab es hier im September außerdem die jährliche Feier des Vereines der ehemaligen Widerständler der Provinz Limburg (Voormalig Verzet Limburg).